# Hermann Friedrich Wilhelm von Kemnitz

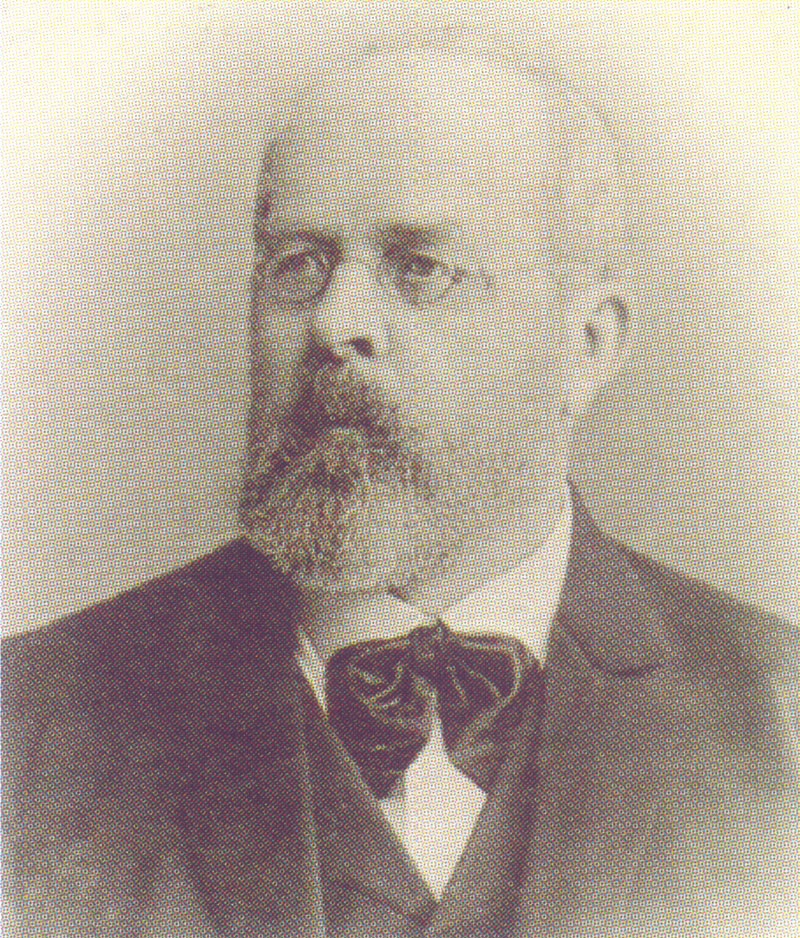
Hermann Friedrich Wilhelm von Kemnitz, um 1880

Hermann Friedrich Wilhelm von Kemnitz (* 8. September 1826 in Magdeburg; † 1. September 1900 in Frankfurt (Oder)) war ein deutscher Jurist sowie Oberbürgermeister der Stadt Frankfurt (Oder) (1871–1894).
Mit Abschluss des Studiums der Rechte wurde Kemnitz 1853 Syndikus der Stadt Frankfurt (Oder). Nach acht Jahren im Magistrat der Stadt wurde er Bürgermeister. 1871 erfolgte dann die Wahl zum Oberbürgermeister der Stadt. 1882 gelang Kemnitz die Wiederwahl und er konnte seine zweite Amtsperiode antreten, bis er 1894 in den Ruhestand trat. Er ist Ehrenbürger der Stadt.
Während seiner Amtszeit entwickelte sich Frankfurt zu einem wichtigen Militärstandort durch den Bau zweier Kasernen (Artilleriekaserne (1876) und Grenadierkaserne (1879)). Weiterhin wurden Straßen der Stadt gepflastert, ein Wasserwerk sowie die Stadtkanalisation, ein Schlachthof und der Neue Friedhof errichtet. 1892 wurde die neue Oderbrücke erbaut.
Kemnitz wurde auf dem Neuen Friedhof beigesetzt.